# Billboard Japan
Billboard Japan es una organización hermana de la revista de música con sede en Estados Unidos Billboard. Es operada por la compañía japonesa Hanshin Contents Link (una subsidiaria de Hanshin Electric Railway), con una licencia exclusiva de la empresa matriz de Billboard para hacerlo bajo la marca Billboard en Japón, y maneja, entre otros, el sitio web www.billboard-japan.com y varios clubs de música ubicados en el país. En febrero de 2008, Hanshin Contents Link, bajo licencia de Billboard, lanzó la lista Billboard Japan Hot 100.

## Listas

### Canciones
| Título          | Tipo de lista | Número de posiciones | Descripción                                                                                               |
| --------------- | ------------- | -------------------- | --- |
| Hot 100         | Combinada     | 100                  | Lista para canciones lanzadas en Japón; se publicó por primera vez el 3 de marzo de 2008.                 |
| Hot Overseas    | Combinada     | 20                   | Lista para canciones lanzadas internacionalmente por artistas extranjeros.                                |
| Radio Songs     | Airplay       | 20                   | Extinta desde 2017                                                                                        |
| Download Songs  | Digital       | 100                  | Lanzada en 2017 después de la desaparición de la lista Radio Songs                                        |
| Streaming Songs | Streaming     | 100                  | Lanzada en 2017 después de la desaparición de la lista Radio Songs                                        |
| Hot Animation   | Combinada     | 20                   | Lista para música de series de anime y videojuegos; se publicó por primera vez el 1 de diciembre de 2010. |

### Sencillos
| Título            | Tipo de lista  | Número de posiciones | Descripción |
| ----------------- | -------------- | -------------------- | ----------- |
| Top Singles Sales | Ventas físicas | 100                  |             |

### Álbumes
| Título                    | Tipo de lista  | Número de posiciones | Descripción                                        |
| ------------------------- | -------------- | -------------------- | -------------------------------------------------- |
| Hot Albums                | Combinada      | 100                  | Se publicó por primera vez el 4 de junio de 2015.  |
| Download Albums           | Digital        | 100                  | Lanzada en 2017 junto con la lista Download Songs. |
| Top Album Sales           | Ventas físicas | 100                  |                                                    |
| Top Jazz Album Sales      | Ventas físicas | 100                  |                                                    |
| Top Classical Album Sales | Ventas físicas | 100                  |                                                    |